# Barbara Schellewald
Barbara Maria Schellewald (* 12. August 1952 in Lauchhammer) ist eine deutsche Kunsthistorikerin.

## Leben
Barbara Schellewald, Tochter eines Arztes, studierte Kunstgeschichte, Indologie, klassische und christliche Archäologie und italienische Philologie an den Universitäten Heidelberg und Bonn, wo sie 1982 bei Horst Hallensleben promoviert wurde. Von 1982 bis 1984 war sie an der Universität Marburg tätig, von 1984 bis 1990 war sie Hochschulassistentin an der Universität Bonn. Nach einer Vertretungsprofessur an der Universität Bochum erfolgte 1993 der Ruf an die Universität Leipzig, wo sie bis 1994 lehrte. 1994 wurde sie an der Universität Bonn mit der Arbeit Die Konstitution byzantinischer Bildprogramme. Strukturen – Liturgie – Gedächtnis habilitiert. 1994 erhielt sie die Professur für Kunstgeschichte des Mittelalters an die Universität Bonn. Von 2004 bis zu ihrem Ruhestand 2020 war sie Ordinaria für Allgemeine Kunstgeschichte des Mittelalters an der Universität Basel.
Ihre Arbeitsschwerpunkte sind byzantinische Bildproduktion und -programmatik, Reliquien, Bild und Text-Relationen, Kulturtransfer zwischen Ost und West während des gesamten Mittelalters sowie die Wissenschaftsgeschichte der Kunstgeschichte.

## Schriften (Auswahl)
Monographien
- Die Architektur der Sophienkirche in Ohrid. Bonn 1986 (Dissertation).

Herausgeberschaften
- mit Lioba Theis, Birgitt Borkopp-Restle: Studien zur byzantinischen Kunstgeschichte. Festschrift für Horst Hallensleben zum 65. Geburtstag. Hakkert, Amsterdam 1995, ISBN 90-256-1079-X.
- mit Anne-Marie Bonnet: Frauen in der Frühen Neuzeit. Lebensentwürfe in Kunst und Literatur. Böhlau, Köln 2004, ISBN 3-412-10304-7.
- mit Olaf Peters, Ruth Heftrig: Kunstgeschichte im „Dritten Reich“. Theorien, Methoden, Praktiken. Akademie-Verlag, Berlin 2008, ISBN 978-3-05-004448-4.
- mit Karin Krause: Bild und Text im Mittelalter. Böhlau, Köln 2011, ISBN 978-3-412-20642-0.
- mit David Ganz: Clothing sacred scriptures. Book art and book religion in Christian, Islamic, and Jewish cultures. De Gruyter, Berlin 2019, ISBN 978-3-11-055767-1.

Aufsätze
- „Le byzantinisme est le rève qui a bercé l’art européen dans son enfance“. Byzanz-Rezeption und die Wiederentdeckung des Mosaiks im 19. Jahrhundert. In: Mitteilungen des Kunsthistorischen Instituts Florenz, 52 (2008), S. 123–148.
- Vom Unsichtbaren zum Sichtbaren. Liturgisches Zeremoniell und Bild in Byzanz im 11. und 12. Jahrhundert. In: Edgar Bierende (Hrsg.): Riten, Gesten, Zeremonien. Gesellschaftliche Symbolik in Mittelalter und Früher Neuzeit (= Trends in medieval philology. Band 14). De Gruyter, Berlin u. a. 2008, S. 141–166.
- mit Birgitt Borkopp-Restle: Ein Ornat für den Lübecker Dom. Hinrich II. Bocholt – Inszenierung im Leben und nach dem Tode. In: Zeitschrift für lübeckische Geschichte, 91 (2011), S. 9–27.
- Ein cenaculum am Kaufhaus? Die Bonner Helena-Kapelle. In: Daniela Wagner, Hanna Wimmer (Hrsg.): Heilige. Bücher – Leiber – Orte. Festschrift für Bruno Reudenbach. Reimer, Berlin 2018, S. 287–297.
- Byzanz und das antike Erbe im 9. und 10. Jahrhundert. In: Corvey und das Erbe der Antike. Ausst.-Kat., Imhof, Petersberg 2024, S. 69–75.